# Jakljan
Jakljan (italsky Isola Licignana) je neobydlený ostrov v Chorvatsku, součást souostroví Elafitské ostrovy (chorvatsky Elafitski otoci). Nachází se severozápadně od Dubrovníku a západně od ostrova Šipan. Jeho rozloha činí 3,4 km2 a délka pobřeží je 14,6 km. Nejvyšší vrchol Katine Staje má nadmořskou výšku 215 m. V nejdelším směru má ostrov na délku zhruba pět kilometrů. Jeho povrch je zalesněný.
Na ostrově se nachází dětský tábor a rekreační centrum.
Nejbližším osídleným místem je vesnice Šipanska Luka na nedalekém ostrově Šipan.
V závěru druhé světové války byl ostrov místem masové popravy 204 německých a chorvatských zajatců ze strany komunistických partyzánů. V roce 2013 byla část ostatků exhumována. Nalezeny byly kosterní pozůstatky celkem 214 mužů, které byly pohřbeny do společného hrobu v Dubrovníku dne 1. března 2013.